# Tablas del Plan Divino
Las Tablas del Plan Divino, colectivamente se refiere a 14 cartas, o tablas, escritas entre marzo de 1916 y marzo de 1917por `Abdu'l-Bahá a los Bahá’ís de los Estados Unidos y Canadá. Incluidos en múltiples libros, las primeras cinco tablas fueron impresas en América en Star of the West (Estrella del Oeste), un periódico bahá’í, el 8 de septiembre de 1916 y poco más tarde todas las tablas luego de la Primera Guerra Mundial, el 23 de noviembre de 1918, antes de ser presentadas nuevamente en la reunión del Ridván de 1919. 
Cuatro cartas iban dirigidas a los Bahá’ís de la comunidad de Norteamérica, y diez cartas subsidiarias fueron dirigidas a cinco segmentos específicos de esa comunidad. De la mayor importancia fue el rol de liderazgo otorgado a  los destinatarios de las tablas en establecer su causa por el planeta a través de la peonería, llevando la religión a muchos países y regiones e islas mencionadas.
Estas cartas colectivas, junto a las Tabla del Carmelo escrita por Bahá'u'lláh, y La Voluntad y Testamento de `Abdu'l-Bahá , y junto al Kitáb-i-Aqdas fueron descritas por Shoghi Effendi como los cuatro documentos directrices en la Fe Bahá’í.